# Billy Madison
Billy Madison è un film del 1995 diretto da Tamra Davis e interpretato da Adam Sandler, anche co-sceneggiatore della pellicola. Il suo successo, assieme a quello di Un tipo imprevedibile l'anno successivo, contribuì a lanciare la carriera di Sandler come attore comico.

## Trama
Billy Madison è un ventisettenne dalle ridotte capacità mentali che ha trascorso tutta la vita mantenuto dal padre Brian, ricco proprietario di una catena d'alberghi. In procinto di andare in pensione, Brian decide di nominare suo successore il collega Eric Gordon, avido e senza scrupoli, siccome il suo erede passa le proprie giornate a gozzovigliare con gli amici, creandogli problemi imbarazzanti in casa e al lavoro. Non fidandosi di Gordon, Billy cerca di convincerlo a dargli un'ultima possibilità: se in due settimane riuscirà a ripetere con successo tutto il proprio percorso scolastico (suo padre aveva sempre comprato i suoi buoni voti), avrà dimostrato di essere un adulto responsabile e degno di guidare l'azienda.
Billy frequenta in maniera intensiva tutti gli anni delle elementari, innamorandosi della sua maestra di terza, Veronica, e, pur di conquistarla, riesce in parte a superare la propria immaturità. I suoi progressi spaventano Gordon, che ricatta il preside delle elementari affinché dichiari che Billy ha pagato i professori per farsi promuovere. Deluso, suo padre decide di lasciare l'azienda a Gordon e Billy, scoraggiato, abbandona gli studi per tornare al suo vecchio stile di vita. Veronica però lo convince a non darsi per vinto e i suoi compagni di classe di terza elementare, con cui aveva legato molto, convincono il preside a ritrattare le sue dichiarazioni. Siccome le due settimane stabilite sono ormai passate, Billy sfida Gordon a giocarsi la carica aziendale in un "decathlon accademico".
I due eccellono ognuno in materie diverse, arrivando pressoché pari alla prova finale, un quiz a risposta aperta. Entrambi sbagliano le risposte e Gordon, persa la pazienza, cerca di uccidere Billy con una pistola, venendo fermato in extremis da un vecchio compagno di liceo di quest'ultimo con cui Billy si era scusato per averlo trattato male in passato. Billy viene decretato vincitore, conquistando la fiducia di suo padre: tuttavia, alla sua festa di diploma, decide di cedere l'azienda a Carl, un collega del padre che era sempre stato gentile nei suoi confronti, avendo deciso di diventare un insegnante come Veronica, a cui dà il suo primo bacio.

## Distribuzione
Il film fu distribuito nelle sale cinematografiche statunitensi da Universal Pictures il 10 febbraio 1995.

## Accoglienza

### Incassi
A fronte di un budget di circa 10 milioni di dollari, il film ne incassò 26,5 in tutto il mondo, rivelandosi un discreto successo al botteghino. Il film si piazzò al primo posto al termine del suo primo weekend di programmazione, superando Vento di passioni e Pronti a morire.

### Critica
Il film fu accolto in maniera prevalentemente negativa da parte della critica. Scrivendo per il Time, Richard Schickel lo definì «esecrabile». Peter Rainer del Los Angeles Times scrisse: «come attore comico, Sandler ha la brutta abitudine di credersi più divertente di noi». In una puntata di At the Movies, Gene Siskel e Roger Ebert assegnarono entrambi al film un pollice verso ed Ebert paragonò la presenza scenica di Sandler a «delle unghie strisciate su una lavagna». Joey O'Bryan dell'Austin Chronicle scrisse: «Dietro all'anonimo, apparentemente innocuo titolo di Billy Madison si cela uno dei film più brutti di recente memoria [...] non sembra neanche concepito per trasformare la sua giovane star nel prossimo Jim Carrey, quanto invece un tentativo calcolato di distruggerne la carriera». Owen Gleiberman di Entertainment Weekly scrisse che il film era dominato dal «narcisismo piagnucoloso di Sandler» e che «verso la fine, ci si comincia a sentire come un sergente istruttore: si vuole levargli quello stupido sorrisetto dalla faccia».
Meno critica, Janet Maslin del New York Times scrisse: «il film funziona come stupidaggine piuttosto intelligente. Se avete mai sentito l'urgenza di rivivere la terza elementare, questa potrebbe essere la vostra miglior occasione». Brian Lowry di Variety scrisse che «c'è qualche esplosione di pura e irresistibile stupidità [...] ma non abbastanza da sorreggere anche gli elementi meno riusciti».
Nel 2015, la rivista Rolling Stone l'ha definito «il miglior film di Sandler», lodandone il tono più innocente e surreale rispetto alle successive apparizione cinematografiche dell'attore.

## Premi e riconoscimenti
- 1995 - MTV Movie Awards
  - Candidatura per la miglior performance comica ad Adam Sandler